# Manfred Grieger

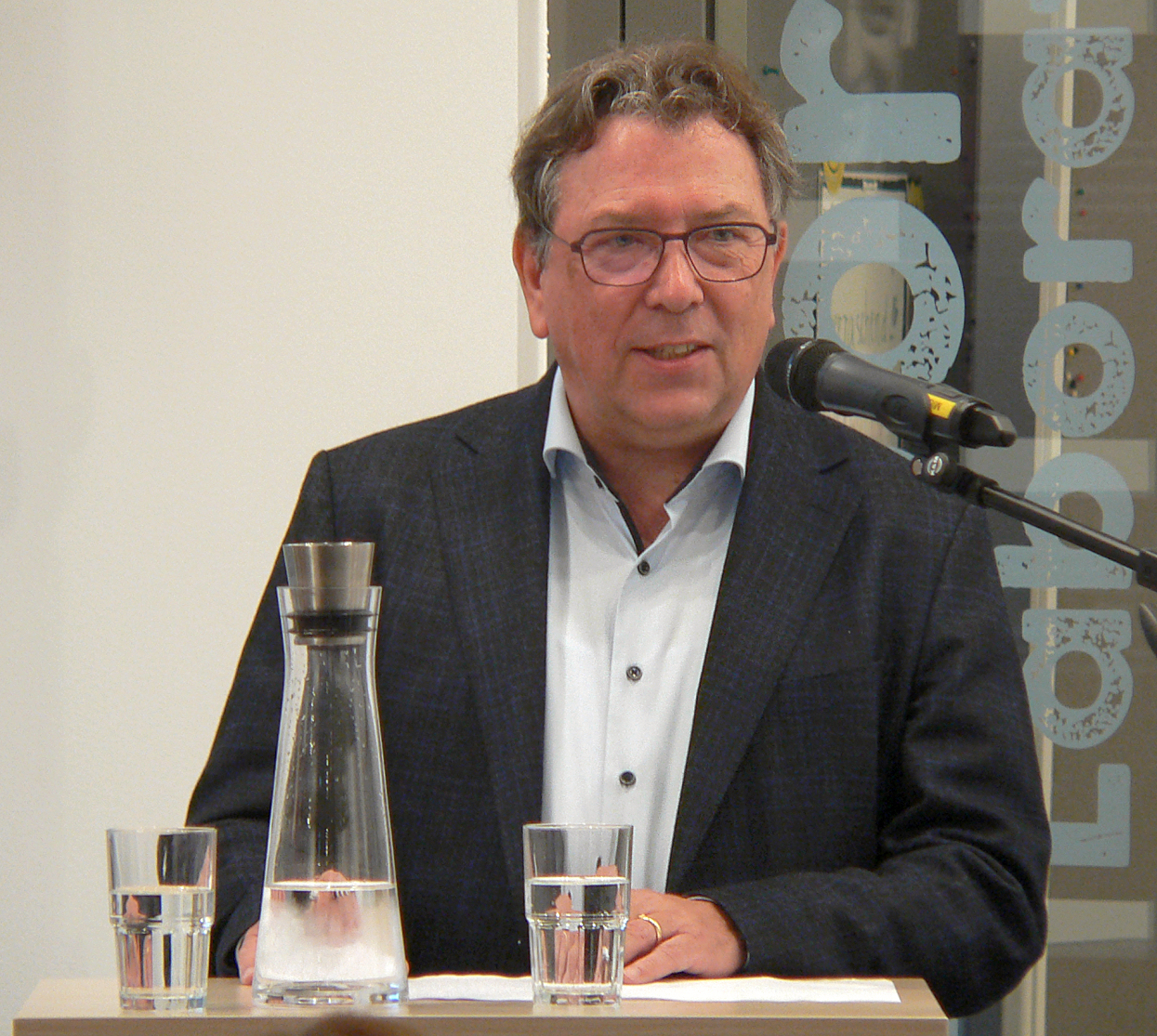
Manfred Grieger (2024)

Manfred Grieger (* 1960) ist ein deutscher Historiker. Bis 2016 war er Chefhistoriker der Volkswagen AG. Seit 2007 ist er auch als Lehrbeauftragter an der Georg-August-Universität Göttingen tätig, wo er 2018 zum Professor ernannt wurde.

## Leben
Nach einer Ausbildung zum Buchhändler begann Grieger 1980 an der Ruhr-Universität Bochum ein Studium der Geschichte, Osteuropäischen Geschichte, Publizistik und Kommunikationswissenschaften, das er 1986 abschloss. Anschließend war er Wissenschaftlicher Mitarbeiter am dortigen Lehrstuhl von Hans Mommsen, wo er an einem Forschungsprojekt zur Geschichte des Volkswagenwerkes mitwirkte. 1993 wechselte er als Wissenschaftlicher Mitarbeiter nach Heidelberg zum Arbeitskreis für moderne Sozialgeschichte. 1994 erhielt Grieger eine Anstellung beim Emschertal-Museum in Herne. 1996 wurde er an der Fakultät für Geschichtswissenschaft der Ruhr-Universität Bochum zum Dr. phil. promoviert, seine Dissertation trug den Titel Das Volkswagenwerk und seine Arbeiter im Dritten Reich 1933–1948.
1998 war Grieger zunächst Wissenschaftlicher Mitarbeiter am Hannah-Arendt-Institut für Totalitarismusforschung an der Technischen Universität Dresden, wo er zur Geschichte der Dresdner Bank forschte, und wechselte dann im August 1998 zur Volkswagen Aktiengesellschaft, wo er bis zum 31. Oktober 2016 in der Konzernkommunikation die Historische Kommunikation leitete. Im August 2016 monierte er die Aufarbeitung der NS-Vergangenheit der Konzerntochter Audi. Er kritisierte „eine Studie über die NS-Verstrickungen der Konzerntochter Audi als handwerklich mangelhaft und verharmlosend“, deswegen kam es zu Unstimmigkeiten mit der Führung des Volkswagenkonzernes. Einige Historiker kritisierten das Vorgehen von Volkswagen und protestierten gegen diesen Umgang mit ihrem Chefhistoriker.
Im Juni 2018 wurde Grieger vom Rat der Stadt Gifhorn beauftragt, die Ortsgeschichte von 1850 bis 2010 aufzuarbeiten. 2019 erschien im Wallstein Verlag Göttingen eine Monografie über die Geschichte der Sartorius AG im Nationalsozialismus. Als im Mai 2019 Konzernerbin Verena Bahlsen wegen einer Äußerung zu Zwangsarbeitern beim Kekshersteller Bahlsen in die Kritik geriet, beauftragte man Grieger mit dem Verfassen einer Firmengeschichte, die 2024 veröffentlicht wurde. Im März 2021 erschien im Braunschweigischen Jahrbuch des Braunschweigischen Geschichtsvereins unter dem Titel Eine Aufsteigererzählung aus der NS-Zeit. Die autobiographische Aufzeichnung von Erich Heim vom Juli 1941 eine durch Grieger kommentierte und gekürzte Fassung der Biografie von Erich Heim, dem ehemaligen Direktor der Stadtwerke Braunschweig (bis 1945) und Wolfsburg (bis 1967).

## Schriften
- mit Hartmut Berghoff: Die Geschichte des Hauses Bahlsen. Keks – Krieg – Konsum 1911–1974. Wallstein-Verlag, Göttingen 2024, ISBN 978-3-8353-5773-0.
- mit Rainer Karlsch: Treibstoff für den Weltkrieg. Die Deutsche Erdöl AG, 1933–1945. Societäts-Verlag, Frankfurt am Main 2024.